# راجو كونشي
راجو كونشي (بالتيلوغوية: రఘు కుంచే)‏ هو مغني وملحن وممثل هندي، ولد في 13 يونيو 1975 في الهند.

## وصلات خارجية
- راجو كونشي على موقع IMDb (الإنجليزية)
- راجو كونشي على موقع ميوزك برينز (الإنجليزية)
- راجو كونشي على موقع قاعدة بيانات الفيلم (الإنجليزية)